# 斯圖爾特·達拉斯
斯圖爾特·博伊德·達拉斯（英語：Stuart Boyd Dallas；1991年4月19日—）是一位已退役北愛爾蘭足球運動員，場上司职左翼鋒及右閘。他也代表北愛爾蘭足球代表隊參加国际比賽。

## 俱樂部生涯
2019-20英冠賽季，達拉斯以英格蘭足球冠軍聯賽冠軍之姿來季晉級英超聯賽。
2021年4月10日，列斯聯在阿提哈德球場以2-1擊敗曼城的比賽，達拉斯攻入兩個進球，這是列斯聯自重返英超聯賽以來首次擊敗六巨頭，也是自2001年1月以來對陣曼城的首場客場勝利。

## 榮譽

### 球會
里茲聯
- 英格蘭足球冠軍聯賽冠軍：2019–20賽季[5]

### 個人
- 里茲聯年度最佳球員：2015–16、2019–20、2020–21賽季

## 外部連結
- Soccerway資料庫：斯圖爾特·達拉斯
- 足球数据库：斯圖爾特·達拉斯的球员统计数据
- Northern Ireland profile at Irish FA